# Idioptera nearctica
Idioptera nearctica là một loài ruồi trong họ Limoniidae. Chúng phân bố ở miền Tân bắc.